# خواص مواد (ترمودینامیک)
خواص مواد در ترمودینامیک(به انگلیسی: Material properties) به خواصی از مواد اشاره دارد که معمولاً به صورت شدتی و برای مواد خالص بیان شده‌است و با دیفرانسیل دوم تابع پتانسیل ارتباط مستقیم دارند.این خواص برای یک سیستم ساده که از یک جز تشکیل شده باشد به صورت زیر تعریف شده اند:
- ضریب تراکم‌پذیری (یا کمیت شدتی آن ضریب کشسانی حجمی)
- تراکم پذیری همدما

{\displaystyle \beta _{T}=-{\frac {1}{V}}\left({\frac {\partial V}{\partial P}}\right)_{T}\quad =-{\frac {1}{V}}\,{\frac {\partial ^{2}G}{\partial P^{2}}}}
- تراکم پذیری بی درو

{\displaystyle \beta _{S}=-{\frac {1}{V}}\left({\frac {\partial V}{\partial P}}\right)_{S}\quad =-{\frac {1}{V}}\,{\frac {\partial ^{2}H}{\partial P^{2}}}}
- ظرفیت گرمایی
- ظرفیت گرمایی در فشار ثابت

{\displaystyle c_{P}={\frac {T}{N}}\left({\frac {\partial S}{\partial T}}\right)_{P}\quad =-{\frac {T}{N}}\,{\frac {\partial ^{2}G}{\partial T^{2}}}}
- ظرفیت گرمایی در حجم ثابت

{\displaystyle c_{V}={\frac {T}{N}}\left({\frac {\partial S}{\partial T}}\right)_{V}\quad =-{\frac {T}{N}}\,{\frac {\partial ^{2}A}{\partial T^{2}}}}
- ضریب انبساط گرمایی

{\displaystyle \alpha ={\frac {1}{V}}\left({\frac {\partial V}{\partial T}}\right)_{P}\quad ={\frac {1}{V}}\,{\frac {\partial ^{2}G}{\partial P\partial T}}}
در روابط بالا علائم به کار رفته به شرح زیر هستند:
{\displaystyle P} (فشار)،{\displaystyle V} (حجم)،{\displaystyle T} (دما)،{\displaystyle S} (آنتروپی) و {\displaystyle N} (تعداد ذره)